# Leichtathletik-Weltmeisterschaften 2013/Teilnehmer (Zypern)
| Gelbes Symbol für Goldmedaillen mit stilisierten Olympischen Ringen | Graues Symbol für Silbermedaillen mit stilisierten Olympischen Ringen | Braundes Symbol für Bronzemedaillen mit stilisierten Olympischen Ringen |
| ------------------------------------------------------------------- | --------------------------------------------------------------------- | ----------------------------------------------------------------------- |
| —                                                                   | —                                                                     | —                                                                       |

Der Leichtathletik-Verband der Republik Zypern stellte je eine Teilnehmerin und einen Teilnehmer bei den Leichtathletik-Weltmeisterschaften 2013 in der russischen Hauptstadt Moskau.

## Ergebnisse

### Männer

#### Sprung/Wurf
| Athlet             | Disziplin  | Qualifikation | Qualifikation | Finale             | Finale             |
| Athlet             | Disziplin  | Weite         | Platz         | Weite              | Platz              |
| ------------------ | ---------- | ------------- | ------------- | ------------------ | ------------------ |
| Apostolos Parellis | Diskuswurf | 59,84 m       | 19            | nicht qualifiziert | nicht qualifiziert |

### Frauen

#### Laufdisziplinen
| Athlet         | Disziplin | Vorlauf | Vorlauf | Halbfinale         | Halbfinale         | Finale             | Finale             |
| Athlet         | Disziplin | Zeit    | Platz   | Zeit               | Platz              | Zeit               | Platz              |
| -------------- | --------- | ------- | ------- | ------------------ | ------------------ | ------------------ | ------------------ |
| Eleni Artymata | 200 m     | 24,07 s | 42      | nicht qualifiziert | nicht qualifiziert | nicht qualifiziert | nicht qualifiziert |